# Géraldine Chardome
Géraldine Marie Françoise Chardome (Leuven, 19 maart 1976 - Sint-Lambrechts-Woluwe, 4 februari 2022) was een Belgisch hockeyster.

## Levensloop
Chardome was actief bij KHC Leuven en Lara Wavre HC. Als speelster van KHC Leuven werd ze vijfmaal landskampioen (1993, 1996, 1997, 1998 en 1999) en ontving ze in seizoen 1996-'97 de Gouden Stick. Tot 2019 bleef ze actief in de hoogste klasse van het Belgisch vrouwenhockey. Ook was ze actief bij het Belgisch hockeyteam, waarbij ze 44 caps verzamelde.
Daarnaast was ze werkzaam bij de Koninklijke Belgische Hockey Bond (KBHB), alwaar ze de boekhouding verzorgde. In 2018 trad ze toe tot het managementteam van de Top Hockey League.